# Rila (Bulgária)
Rila (cidade) (búlgaro:Рила) é uma cidade da Bulgária, localizada no distrito de Kyustendil. A sua população era de 2,886 habitantes segundo o censo de 2010.

## População
| Rila (cidade) | Rila (cidade) | Rila (cidade) | Rila (cidade) | Rila (cidade) | Rila (cidade) | Rila (cidade) | Rila (cidade) | Rila (cidade) | Rila (cidade) | Rila (cidade) | Rila (cidade) | Rila (cidade) | Rila (cidade) | Rila (cidade) | Rila (cidade) | Rila (cidade) | Rila (cidade) | Rila (cidade) | Rila (cidade) |
| --- | ------------- | ------------- | ------------- | ------------- | ------------- | ------------- | ------------- | ------------- | ------------- | ------------- | ------------- | ------------- | ------------- | ------------- | ------------- | ------------- | ------------- | ------------- | ------------- |
| Ano | 1887          | 1910          | 1934          | 1946          | 1956          | 1965          | 1975          | 1985          | 1992          | 2001          | 2002          | 2003          | 2004          | 2005          | 2006          | 2007          | 2008          | 2009          | 2010          |
| População |               |               |               | …             | …             | 4,228         | 4,062         | 3,657         | 3,423         | 3,094         | 3,079         | 3,080         | 3,118         | 3,090         | 3,066         | 3,021         | 2,999         | 2,954         | 2,886         |
| Fontes: Instituto Nacional de Estatísticas, „citypopulation.de“, „pop-stat.mashke.org“, Bulgarian Academy of Sciences |               |               |               |               |               |               |               |               |               |               |               |               |               |               |               |               |               |               |               |